# Переулок 1905 года
Переулок 1905 года — улица в Томске. Пролегает от Набережной реки Томи до Большой Подгорной улицы.

## История
Первое название — Хомяковский — можно связать с Семёном Хомяковым, упомянутым в 1825 году как жителем раската с Воскресенской горы.
Во время проведения переписи томских улиц (1877/1878) переулок начинался рядом мясных лавок, от чего имел другое название — Мясной. Примыкавшая к переулку площадь также называлась Мясной.
Дом на углу с Миллионной улицей (ныне — проспект Ленина) принадлежал В. Н. Вытнову. У реки Томь находились склады, а на углу с Духовской улицей (ныне — Карла Маркса, дом 28) контора В. А. Горохова. Между домами Горохова располагался завод фруктовых и ягодных вин Н. В. Саламатова.
В 1887 году на углу с Духовской улицей, по инициативе сибирского просветителя Петра Макушина, было возведено здание для народной бесплатной библиотеки, на средства купца I гильдии С. С. Валгусова (самого бывшего неграмотным), по проекту архитектора П. П. Нарановича.
В 1899 году на Мясной площади по проекту П. Ф. Федоровского и П. Н. Крылова был заложен Пушкинский сквер, в 1915 году в сквере открыли бюст А. С. Пушкина (приобретённый на средства А. Н. Молчанова).

## Новая история
6 октября 1927 года переулок был переименован в переулок 1905 года.
В советское время в здании бесплатной библиотеки открылся клуб имени Карла Маркса, позднее преобразованный в кинотеатр «Темп», в 1942 году кинотеатр получил имя первого томского Героя Советского Союза Ивана Черных, а в конце 1980-х годов стал называться «Сибирские огни».
В бывшей конторе В. Горохова открылась больница водников.
В 1953 году в Пушкинском сквере установили бюст В. Я. Шишкова.
В 1978—1983 годах на углу с набережной реки Томи было возведено новое здание речного вокзала.

## Новейшая история
К 200-летию Отечественной войны 1812 года бывший Пушкинский сквер переименован в площадь 1812 года.

## Достопримечательности

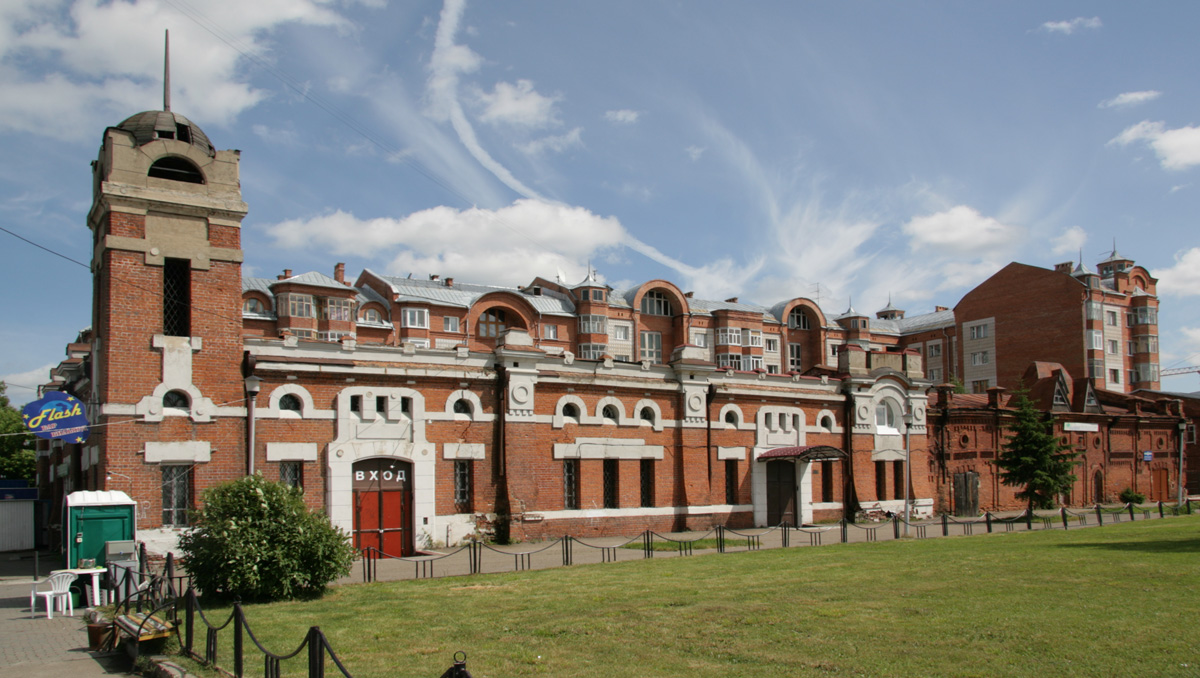
Склад торгового дома «В. А. Горохов».
Фасад по Набережной реки Томь

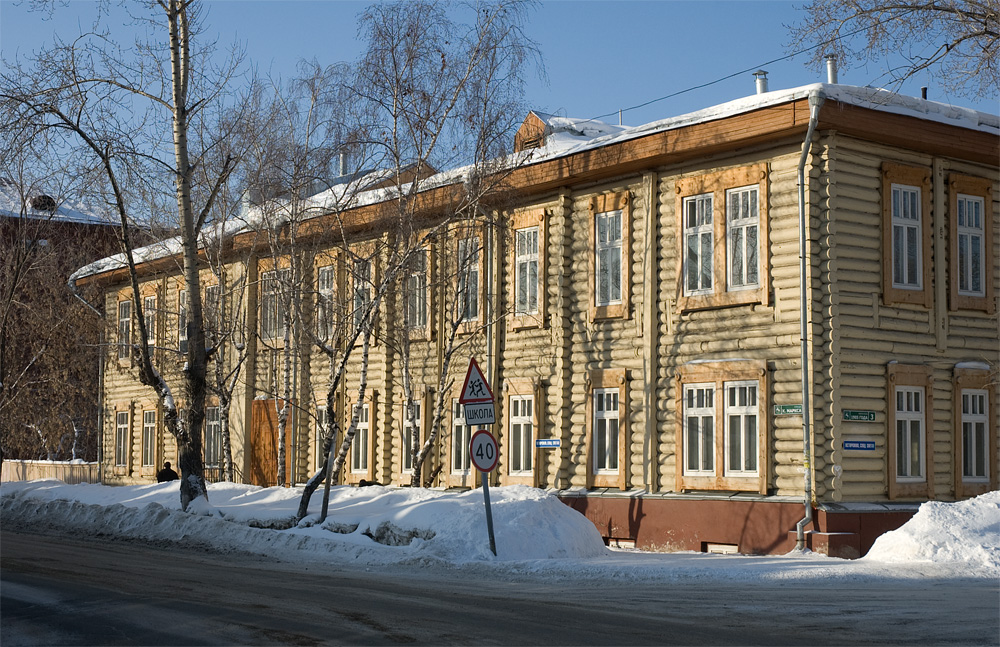
бывшая контора В. А. Горохова

д. 4 (улица Карла Маркса, д. 25) — бывшая бесплатная библиотека С. С. Валгузова (1887), затем — первый в Томске кинотеатр, здесь 4 июня 1898 года состоялся первый в Томске киносеанс. В трехэтажной пристройке к библиотеке 2 августа 1892 года был открыт томский Музей прикладных знаний  № 7000074000
Набережная реки Томи, д. 27 — бывшие склады В. А. Горохова (1914 (1916?), архитектор А. Д. Крячков)  № 7010040000